# Triddana
Triddana é uma banda argentina de Folk Metal formada em 2011, depois de vários integrantes originais do Skiltron deixarem a banda. O nome Triddana deriva da palavra irlandesa "troideanna", que significa "lutas". A formação da banda consiste em Diego Valdez nos vocais, Pablo Allen na gaita de fole, Juan José Fornés na guitarra, Fernando Marty no baixo e Ranz na bateria.
Atualmente o Triddana trabalha em seu segundo álbum de estúdio, enquanto se apresenta em shows ao vivo.

## Integrantes
- Diego Valdez - Vocais
- Pablo Allen - Gaita de Fole
- Juan José Fornés - Guitarra
- Fernando Marty - Baixo
- Ranz - Bateria

## Discografia
| Ano  | Álbum              |
| ---- | ------------------ |
| 2013 | Ripe for Rebellion |

1. ↑  «Triddana - Rock.com.ar». rock.com.ar (em espanhol). Consultado em 3 de julho de 2024